# Handjob

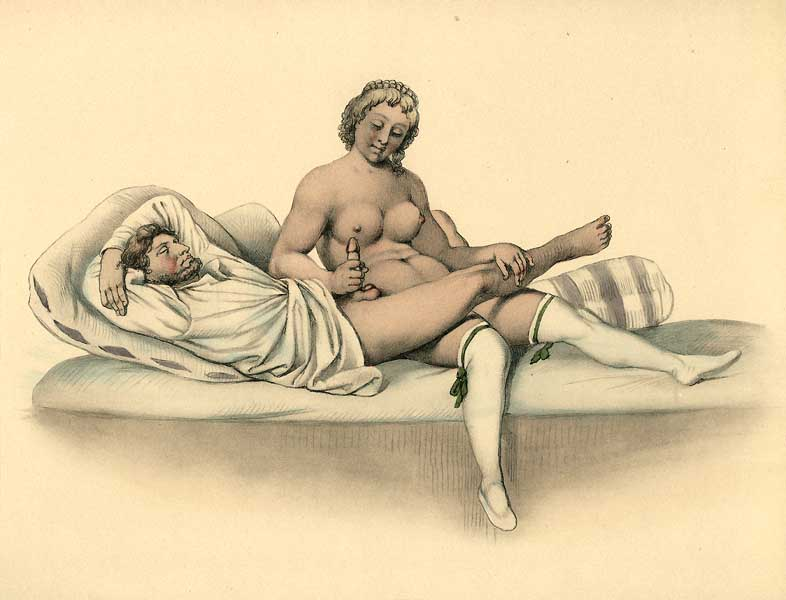
Illustration av en kvinna som stimulerar mannens penis.

Handjob är ett engelskt slanguttryck för den sexuella aktiviteten som innefattar stimulation av mannens könsorgan med hjälp av en sexuell partners hand. Syftet med akten kan vara att erhålla erektion för sexuell njutning, upphetsning eller ibland orgasm och efterföljande utlösning.
Handjob kan vara sexuellt upphetsande för båda deltagarna. Den motsvarande aktiviteten som syftar på att stimulera kvinnor är fingerpullande (stimulerande av vaginan). En person kan utföra handjob på en manlig partner för att engagera i en sexuell aktivitet för att undvika penetrativt sex. Förutom att man undviker riskerna knutna till sexuell penetration, som sexuellt transmitterande sjukdomar eller oönskad graviditet. Vissa personer engagerar sig i icke-penetrativa sexuella aktiviteter såsom handjobs för att behålla sin oskuld.